# Bob Brozman

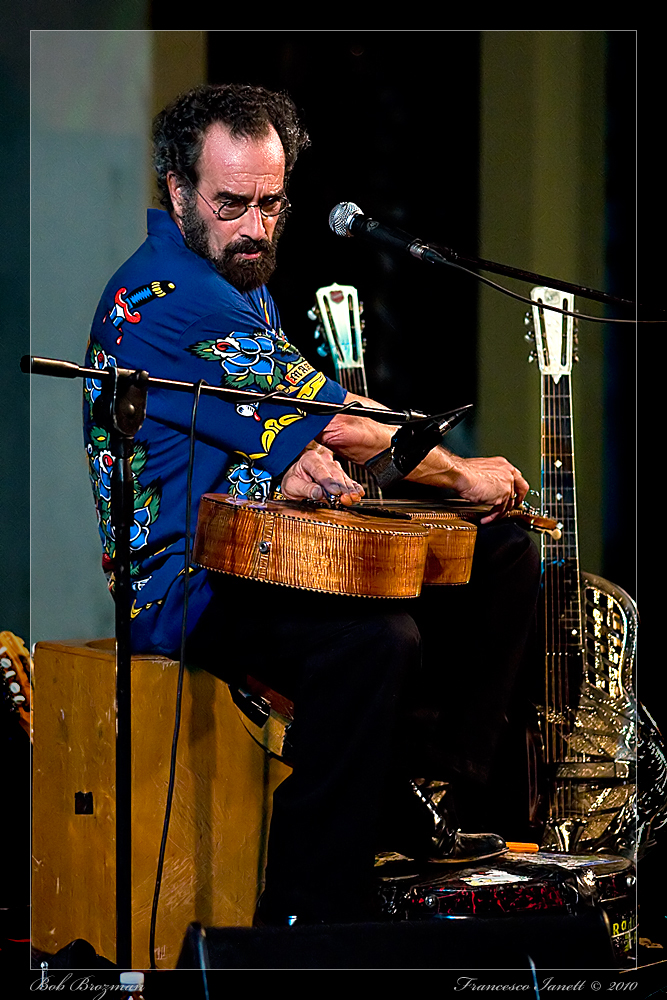
Bob Brozman auf der italienischen Musicastrada 2010

Bob Brozman, eigentlich Robert Charles Brozman (* 8. März 1954 in New York City; † 23. April 2013 in Ben Lomond bei Santa Cruz, Kalifornien) war ein US-amerikanischer Gitarrist und Musikethnologe, der sich neben Jazz und Blues auch der Weltmusik verpflichtet fühlte.

## Leben und Arbeit
Bereits in frühster Jugend wurde Bob mit der Musik konfrontiert. Mit sechs Jahren fing er an Gitarre zu spielen und empfand den Klang als große Herausforderung. Als Student der Musik und Musikethnologie an der Universität von Washington arbeitete er mit vielen Musikern aus aller Welt zusammen, von den Okinawa-Inseln bis hin zu Ghana. Entsprechend groß war die Zahl von Musikstilen, die er zu Gehör brachte: Gypsy-Jazz, Calypso, Blues, Ragtime, Hawaiimusik und karibische Musik. So wurde Brozman ein begehrter Begleit-Gitarrist und ein Fundus der Weltmusik des 20. Jahrhunderts. Brozman war das ganze Jahr zwischen Nordamerika und Europa unterwegs, wo er hauptsächlich auftrat, aber auch in Australien, Asien und Afrika. Am Ende seines Lebens besaß der Hawaii-Gitarrist eine beeindruckende Sammlung von Instrumenten, die er von seinen Reisen rund um die Erde mitgebracht hatte.
Er nahm zahlreiche Alben auf und wurde dreimal mit dem amerikanischen Guitar-Player-Hörerpreis für den besten Bluesmusiker ausgezeichnet. 1999 gründeten Brozman und Woody Mann eine Gitarrenschule, die an den Standorten in Kalifornien, New York und Kanada jährlich über 120 Studenten unterrichtete. In den Jahren 2000 bis 2005 landete er fünfmal in den Europäischen Top Ten der Weltmusik, da er in seinen letzten zehn Jahren in Europa populärer geworden war als in seinem Heimatland.
Bob Brozman wurde am Abend des 23. April 2013 in seinem Haus in der Siedlung Ben Lomond in der Nähe der kalifornischen Stadt Santa Cruz tot aufgefunden. Nach Aussage seines langjährigen Produzenten und Mitarbeiters Daniel Thomas nahm sich Brozman das Leben, weil er bedingt durch die Spätfolgen eines 1980 erlittenen Autounfalls seine Hände nur noch unter Schmerzen zum Gitarrenspiel bewegen konnte. In den Monaten nach seinem Tod wurde Brozman von verschiedenen Seiten des sexuellen Missbrauchs von Kindern beschuldigt und stand nach Aussage seines früheren Tourmanagers Gary Atkinson kurz davor, angeklagt zu werden.

## Diskografie
- 1981: Blue Hula Stomp
- 1983: Snapping the Strings
- 1985: Hello Central… Give Me Dr. Jazz
- 1988: Devil’s Slide
- 1989: Remembering the songs of our youth, mit The Tau Moe Family
- 1992: A Truckload of Blues
- 1993: Slide a go-go
- 1995: Blues ’Round the Bend
- 1997: Golden Slide
- 1997: Kika Kila Meets Ki Ho’Alu, mit Ledward Kaapana
- 1998: Kosmik Blues & Groove
- 1999: Four hands sweet and hot, mit Cyril Pahinui
- 1999: Ocean Blues, mit Djeli Moussa Diawara
- 1999: The Running Man
- 2000: Get together, mit Woody Mann (USA)
- 2000: JIN JIN, mit Takashi Hirayasu (Okinawa)
- 2000: In the saddle, mit Ledward Kaapana
- 2000: Tone poems III, mit Mike Auldridge et David Grisman
- 2001: Nankuru Naisa, mit Takashi Hirayasu (Okinawa)
- 2001: Live Now
- 2002: Digdig, mit René Lacaille (Riverboat – World Music Network)
- 2002: Rolling through this world, mit Jeff Lang (Australien)
- 2003: Mahima, mit Debashish Bhattacharya (Indien)
- 2003: Metric Time
- 2005: Songs of the volcano, CD und DVD mit fünf Stringbands aus Papua-Neuguinea
- 2006: Blues Reflex (Ruf Records)
- 2007: Lumiere (Riverboat / World Music Network)
- 2008: Post industrial blues
- 2010: Six Days in Down
- 2012: Fire in the mind